# Эрнандес, Лилимар
Лилимар Эрнандес (англ. Lilimar Hernandez; род. 2 июня 2000, Маргарита, Венесуэла), известная также как просто Лилимар — венесуэльская актриса. Более известна по роли Софи из телесериала «Белла и Бульдоги».

## Биография
Лилимар родилась на острове Маргарита, в Венесуэле, в семье кубинских родителей. В 6 лет переехала в Майами вместе со своей семьёй, и начала брать уроки актёрского мастерства в 9 лет. В 2006 году она изучала модельерство в центре модельерства и карьеры Джона Касабланкаса в раннем возрасте. Компания Univision выбрала её в 2012 году, чтобы она сыграла различных персонажей в разделе «Юмор с детьми» в популярном испаноязычном развлекательном шоу под названием Sabado Gigante. С 2015 года начала играть роль Софи в телесериале канала Nickelodeon «Белла и Бульдоги». После этого она сыграла роль Мудреца в комедийном сериале от Nickelodeon «Команда Рыцарей», премьера которого состоялась в 2018 году. Принимала участие в озвучке главной героини в мультсериале «Клеопатра в космосе» от компании DreamWorks. В настоящее время живёт в Лос-Анджелесе со своей бабушкой и своей мамой Мэйт.
У неё также есть особенность строения глаз — гетерохромия. Один из её глаз светло-коричневого цвета, другой — зелёного.

## Фильмография
| Год  | Название          | Роль                  | Примечания      | Источники |
| ---- | ----------------- | --------------------- | --------------- | --------- |
| 2013 | Маленький призрак | Мари                  | Озвучка         | [ 8 ]     |
| 2014 | Pedro Pan         | Елена                 | Короткометражка | [ 8 ]     |
| 2014 | Последний ребёнок | Хайас                 | Короткометражка | [ 9 ]     |
| 2025 | Головоломка 2     | Валентина «Вал» Ортис | Голос           |           |

| Год       | Название                    | Роль             | Примечания                  | Источники         |
| --------- | --------------------------- | ---------------- | --------------------------- | ----------------- |
| 2006      | Sábado Gigante              | Играет саму себя | Детский блок                | [ 8 ]             |
| 2013      | Росарио                     | Эленита          | 1 эпизод                    | [ 2 ] [ 8 ]       |
| 2014      | Умный Алек                  | Бет              | Невышедший пилотный эпизод  | [ 10 ]            |
| 2015—2016 | Белла и Бульдоги            | Софи             | Главная роль; также Лилимар | [ 1 ] [ 2 ] [ 8 ] |
| 2017      | Жизнь после первого провала | Изабелла         | Веб-сериал                  |                   |
| 2018      | Команда Рыцарей             | Сейдж            | Главная роль; также Лилимар | [ 11 ]            |
| 2018      | Спирит: Дух свободы         | Солана           | Озвучка, 5 эпизодов         |                   |

## Награды и номинации
| Год  | Награда                   | Категория                           | Работа           | Результат |
| ---- | ------------------------- | ----------------------------------- | ---------------- | --------- |
| 2015 | 30th Annual Imagen Awards | Любимая молодая актриса телевидения | Белла и Бульдоги | Победа    |